# Vicente Celeiro
Vicente Celeiro Leal (Villalba, Lugo, España, 30 de mayo de 1962) es un exfutbolista español que se desempeñaba como delantero.

## Clubes
| Club                         | País   | Año       |
| ---------------------------- | ------ | --------- |
| Fabril Deportivo             | España | 1980-1981 |
| R. C. Deportivo de La Coruña | España | 1981-1989 |
| R. C. Celta de Vigo          | España | 1989-1991 |
| C.D. Lugo                    | España | 1991-1992 |